# 서울여자간호대학교
서울여자간호대학교(서울女子看護大學校, Seoul Women's College of Nursing)는 대한민국 서울특별시 서대문구에 있는 사립 여자 전문대학이다.

## 연혁
1954년 5월 28일, 학교법인 의담학회의 하두철에 의하여 부산광역시 서구 일대에 부산여자보건고등학교가 개교하였다. 1960년 10월 17일, 서울특별시 용산구 일대로 교사를 이전하고 서울여자보건고등학교로 교명을 변경한다. 1962년 1월, 초급대학으로 개편되어 서울여자보건학교로 교명을 변경하고, 1964년 현재의 캠퍼스 부지인 서울특별시 서대문구로 교사를 이전한다. 1970년 7월, 서울간호전문학교로 교명을 변경한다. 1979년 1월, 전문대학으로 개편되며 서울간호전문대학으로 교명을 변경하였다. 1998년 6월, 서울여자간호대학으로 교명을 변경하였다. 2012년 11월, 현재의 교명인 서울여자간호대학교로 교명을 변경하고 현재에 이르고 있다.

## 교육편제
서울여자간호대학교는 간호학과 단일 과정으로, 수업 연한을 4년으로 두고 있다.

## 캠퍼스 풍경
서울여자간호대학교는 서울특별시 소재 사립 전문대학으로, 홍제동에 교사가 위치한다. 캠퍼스 내 약 6동의 건축물이 위치한다.
캠퍼스 4면으로 간호대로가 경계를 이루며, 캠퍼스로 접근이 가능하다. 